# 아민 세이디예프
아민 사비르 오글루 세이디예프(아제르바이잔어: Amin Sabir oğlu Seydiyev, 1998년 11월 15일, 아제르바이잔, 바쿠 ~ )는 아제르바이잔의 축구 선수이다. 포지션은 라이트백이며, 현재 아제르바이잔 프리미어리그의 사바흐에서 활동하고 있다.

## 경력

### 클럽
2019년 2월 3일, 세이디예프는 숨가이트와의 게벨레 경기에서 아제르바이잔 프리미어리그에 데뷔했다.
2020년 5월 21일, 세이디예프는 사바흐와 3년 계약을 체결했다.

## 명예

### 게벨레 FK
- 아베르바이잔 컵 (1): 2018-19